# Dona mediterrània
Dona mediterrània és una escultura de Lluïsa Granero situada a la punta de Sant Sebastià de Sitges, de l’any 2007.
És una figura femenina nua, de bronze, pentinada amb monyo que es representa amb els braços lleugerament separats del cos i amb les mans mirant cap a terra. Dreta damunt d’una petita peanya, també de bronze, és de mida gairebé natural (180 cm) i està situada de cara al mar, com si mirés l’horitzó.
Originalment l'estàtua es va crear per l'exposició que l’any 2007 es va fer a la Fragata però el maig del mateix any va ser objecte d’actes vandàlics que li van trencar un braç i la van llençar al mar. L’Ajuntament de la vila la va recuperar, es va fer càrrec de la seva restauració i la va incorporar al patrimoni monumental de Sitges. Finalment, l’octubre de 2009 es va col·locar en el seu emplaçament actual a la platja de Sant Sebastià, en el marc dels actes amb motiu del Dia de l’artista.
Segons la mateixa escultora, Dona mediterrània representa una Venus, una dona forta que contempla la plenitud de Sitges. Els nus femenins i la dona mediterrània són dues constants en l’obra de Lluïsa Granero, que en aquesta escultura va reunir tots els atributs de les seves peces anteriors. Així, el modelat dels volums simples, la robustesa del cos, les formes arrodonides i la serenor de la figura femenina contribueixen a crear un arquetip de dona molt personal que va més enllà de l’homenatge a la tradició clàssica i del noucentisme tardà en què sovint s'ha encasellat a l’autora. Ferma defensora del modelat i de la senzillesa en el treball, en l'escultura l’artista deixa veure la immediatesa, la naturalitat i l’austeritat del modelat primer en fang, sense que la posterior producció en bronze n’amagui els trets.